# Nyotini
Nyotini é uma cidade e uma nagar panchayat no distrito de Unnao, no estado indiano de Uttar Pradesh.

## Demografia
Segundo o censo de 2001, Nyotini tinha uma população de 7120 habitantes. Os indivíduos do sexo masculino constituem 52% da população e os do sexo feminino 48%. Nyotini tem uma taxa de literacia de 43%, inferior à média nacional de 59.5%: a literacia no sexo masculino é de 52% e no sexo feminino é de 34%. Em Nyotini, 18% da população está abaixo dos 6 anos de idade.